# Iga Railway
Iga Railway Co.,Ltd. (伊賀鉄道株式会社, Iga Tetsudō Kabushiki-gaisha) est une compagnie de transport de passagers qui exploite une ligne de chemin de fer dans la préfecture de Mie au Japon. Son siège social se trouve dans la ville d'Iga. C'est une filiale de la compagnie Kintetsu.

## Histoire
La compagnie a été fondée le 26 mars 2007 pour exploiter la ligne Iga appartenant alors à la compagnie Kintetsu. La propriété de la ligne est transférée à la ville d'Iga en 2017.

## Ligne
La compagnie exploite une ligne.
| Ligne     | Nom japonais | Terminus             | Longueur (km) | Gares |
| --------- | ------------ | -------------------- | ------------- | ----- |
| Ligne Iga | 伊賀線       | Iga-Ueno - Iga-Kambe | 16,6          | 15    |

## Matériel roulant

Série 200.

La compagnie exploite 5 rames série 200 (anciennement Tōkyū série 1000).